# NAFO (集団)

NAFOのロゴ

NAFOまたは北大西洋同志機構（きたたいせいようどうしきこう、英語: North Atlantic Fellas Organization、フランス語: Organisation des Fellas de l'Atlantique Nord ; OFAN）は、2022年ロシアのウクライナ侵攻に関するロシアのプロパガンダと偽情報に対抗することを目的とするインターネットユーザー有志の集団である。インターネットミームでもある。その名称は、NATO（北大西洋条約機構、英語: North Atlantic Treaty Organization）のパロディである。
主な活動は、Twitter等のSNS上に、親ウクライナ的・反ロシア的な嘲笑的なミームや、ロシアの宣伝投稿に対する低価値な返信（クソリプ、英語: Shitpost）や低品質な編集済み画像（クソコラ、雑コラ）を投稿すること等であるが、ウクライナ軍や親ウクライナ運動のための資金調達活動も行っている。NAFOの参加者は「Fella」（「仲間」の意）と呼ばれ、戯画化された柴犬のキャラクターに抽象化される。アバターに柴犬の画像が用いられることも多い。エコノミストは「一見して軽薄な印象を与えるが、実際には情報戦の一種として非常に成功している」と評している。

## 概要
NAFOにより、Fellaの画像がウクライナの戦場を記録した静止画に書き加えられる。また、ウクライナ軍は、戦場で撮影した動画にダンス・ミュージックを載せてテンポよく編集したTikTok風の動画を投稿しているが、このような動画にもFellaが書き加えられている。これにより、NAFOは「戦争の画像に紛れ込むことで、ロシア軍を嘲笑しつつウクライナ兵を顕彰している」。画像の作成作業は、34人の作業者からなる分散ネットワークによって行われている。
NAFOの投稿は、ロシアの情報戦を無意味化する機能を有しているとされる。すなわち、ロシアは情報戦において、人々の意識を変えようとはしない代わりに増悪と混乱を生じさせることを志向しているとされるところ、NAFOが低価値な投稿をぶつけることにより、ロシア側の投稿がまともに取り合われなくなるとされる。なお、情報戦において同様の機能が発揮された前例としては、2010年代のISILによる日本人拘束事件の際に日本人ネットユーザーが実施した「ISILクソコラグランプリ」（真面目で格好良さを追求したISILの宣伝投稿を、低価値・低品質な編集画像で汚染することにより影響力を低下させること。アメリカ海軍分析センターの研究対象ともなった）が挙げられるという。ただし、この手法は荒らしの一種（トローリング）であるとも指摘される。
NAFOのFellaは、ロシア政府やその賛同者がSNS上にプロパガンダを投稿しているのを発見すると、「#Article5」というハッシュタグを含む投稿を行う。これは、北大西洋条約における集団的自衛権の発動を規定した条文（同条約第5条）からの連想であり、これを探知した他のFellaが応援に駆けつけ、プロパガンダ投稿に対して「クソコラ爆撃」を行う。
Fellaの多くは、ウクライナ軍やNATO軍の現役・退役軍人や、東ヨーロッパ人またはディアスポラであるとされる。なお、「Fella」は性別を問わない用語である。

## 歴史
ミームとしては、2022年5月、Twitterアカウント@Kama_Kamiliaが、戦時下のウクライナから発信された写真を加工（コラージュ）して、戯画化された柴犬のキャラクターの画像を書き加え始めたことを起源とする。2022年5月24日には、Twitter上でNAFOが結成された。柴犬が、2010年台以降のオンラインカルチャーの中で人気を博してきており、インターネット上で独特な影響力を有していることが土台となっている。
NAFOの発足後しばらくして、Kamaは、ジョージア軍団への寄付者に寄贈するために各個人専用に加工した「Fella」の画像（「カスタムFella」）を作成し始めた。カスタムFellaは、親ウクライナ運動に寄付した者に寄贈されている。2022年8月31日の時点で、NAFOはジョージア軍団のために40万米ドル以上を調達しているという。
6月、ロシアの外交官ミハイル・ウリヤノフが、柴犬の画像をアバターにしている多数のFellaとの間でリプライ合戦を繰り広げたことが注目を集め、NAFOの存在がメインストリームに浮上した。ウリヤノフはTwitterに反ウクライナ投稿を繰り返していたが、その中で、2022年のロシアの侵略は、ウクライナが2014年以来ドンバスで民間人を砲撃しているという疑惑によって正当化されると主張していた。これに対し、NAFOのFella達は、2014年以来、ウクライナはロシアのドンバス侵略に対して自衛しているのであり、ロシアがウクライナにおいて民間人を攻撃し続けていることも正当化できないと反論した。特に、あるFellaがウリヤノフの発言を意図的に論理破綻していると読めるように要約して茶化したのに対し、ウリヤノフは「ナンセンス扱いしたのはお前だ。私じゃない。（英語: You pronounced this nonsense. Not me.）」と反論したことがFella達の格好の的となり、「You pronounced this nonsense.」とのフレーズは、親ロシア派アカウントを嘲笑し否定するための手頃なミームと化した。ロシアの大使がネット上で漫画の犬と口論している格好となり、その後ウリヤノフは2週間にわたってTwitterへの投稿を停止した。ウリヤノフは、予め予定されていた休暇のためであったと説明したが、ロシア連邦保安庁から警告や叱責を受けたのではないかという憶測が生じた。
2022年8月、NAFOはSignMyRocket.comという、有料でウクライナの砲弾や装備に任意のメッセージを載せることができるWebサイトのために資金調達を行った。その結果、ウクライナ軍の2S7ピオン自走砲の砲身に、NAFOのミームの一種である「Superbonker 9000」という文字列が書かれたり、同じく「NAFO第69条」という文字列が記載された野球バットのステッカーが貼られるなどするに至った。アメリカ軍の機関誌である「Task & Purpose」は、この件を評して「インターネットミームが自走砲の上に具現化した」と表現した。
エコノミストによると、「8月9日に発生したクリミア半島のサーキ空軍基地への攻撃を防げなかったロシアの防空システムの失敗を嘲笑する、『防空網は何してる？』というスローガンも人気を博している」。

## 影響
アメリカのメディア研究家であるJaime Cohen教授は、NAFOは「対国家の実戦的戦術の一種」であると述べている。イギリス系レバノン人ジャーナリストのOz Katerjiは、NAFOが「ロシアのプロパガンダを妨害し、ロシア支持者が愚かで滑稽であるように見せた」と述べている。ウクライナのオーストラリア・ニュージーランド大使Vasyl Myroshnychenkoは、草の根的で分散型である性質がNAFOの主要な強みであると述べた。
Politico紙によると、「NAFOを掘り下げることで、イスラム国から極右のブーガルー運動まで、またこのオンライン戦士の寄せ集め集団に至るまで、オンラインコミュニティがどのようにインターネット文化を武器化してきたかをざっくりと学ぶことができる」という。
2022年8月28日、ウクライナ国防省の公式Twitterアカウントは、発射されるミサイルを背景に戦闘服を着た「Fella」が顔に手を当てて感謝の姿勢を取っている画像とともに、NAFOへの感謝をツイートした。
2022年8月30日、ウクライナ国防相のオレクシー・レズニコウは、Twitterのアバターを期間限定で彼に敬意を表して献呈されたカスタムFellaの画像（通称「オレクシー・Fellasニコウ」）に変更した。なお、TwitterのアバターをFellaに変えた人物には、他にアメリカ合衆国下院議員アダム・キンジンガーやアメリカ陸軍少将パトリック・J・ドナホーなどがいる。